# Can Cristòfol
Can Cristòfol és una masia de Saus, Camallera i Llampaies (Alt Empordà) inclosa a l'Inventari del Patrimoni Arquitectònic de Catalunya.

## Descripció
Està situada dins del nucli urbà de la població de Camallera, a la banda de ponent del terme, prop del carrer dels Afores.
Masia de planta rectangular envoltada de jardí, actualment integrada al nucli urbà de la població. L'edifici està format per tres crugies i distribuït en planta baixa, pis i golfes, amb la coberta de teula a dues vessants. La façana principal, orientada a tramuntana, presenta un portal d'arc de mig punt amb grans dovelles de pedra, damunt del qual hi ha una finestra rectangular emmarcada amb carreus desbastats i la llinda plana amb la inscripció "VBI CHARITAS EST".Ambdues obertures són bastides amb pedra calcària de color blanquinós, que contrasta amb la resta del parament. A la planta superior hi ha una petita finestra rectangular amb dues cartel·les a sota, que podrien correspondre a les restes d'un antic matacà. La resta d'obertures de la façana són rectangulars, tot i que restituïdes. Al costat del portal hi ha un pou. Les altres obertures de l'edifici també són rectangulars, les dels nivells superiors emmarcades amb carreus de pedra i les altres majoritàriament restituïdes. Destaquen els grans contraforts de reforç situats al mur sud.
La construcció és bastida amb pedra desbastada de diverses mides, disposada formant filades irregulars.

## Història
La masia de Can Cristòfol, també coneguda amb el nom de mas Vilanova, data dels segles XVI-XVII. Era masoveria de Can Feliu. Amb els anys ha experimentat diverses modificacions segons l'ús. Actualment s'ha dividit en dos habitatges.